# Zimný štadión Vojtecha Závodského
Zimný štadión Vojtecha Závodského – kryte lodowisko w Żylinie, na Słowacji. Zostało otwarte w 1949 roku, w 1961 roku oddano do użytku zadaszenie lodowiska. Na obiekcie swoje spotkania rozgrywają hokeiści klubu MsHK Žilina. Lodowisko znajduje się tuż obok stadionu piłkarskiego.
Budowa sztucznego lodowiska (drugiego takiego na terenie Słowacji, po lodowisku w Bratysławie) rozpoczęła się w 1945 roku, a jego otwarcie nastąpiło 5 stycznia 1949 roku. Na inaugurację hokeiści z Żyliny przegrali z ATK Praga 2:25. W 1958 roku rozpoczęto rozbudowę obiektu o nowe trybuny i zadaszenie areny. Ponownego otwarcia dokonano 4 stycznia 1961 roku spotkaniem gospodarzy z Young Sprinters Neuchâtel (3:5). W 1999 roku lodowisko nazwano imieniem Vojtecha Závodského, związanego z Żyliną piłkarza i hokeisty. W ostatnich latach obiekt nosił również nazwy pochodzące od sponsorów (Garmin aréna, DOXXbet aréna i Tipsport aréna).